# Coendou
A Coendou az emlősök (Mammalia) osztályának a rágcsálók (Rodentia) rendjébe, ezen belül a kúszósülfélék (Erethizontidae) családjába tartozó nem.

## Rendszerezés
A nembe az alábbi 8 faj tartozik:
- Coendou baturitensis[1][2][3]
- Coendou bicolor Tschudi, 1844
- Koppman-kúszósül (Coendou nycthemera) Olfers, 1818
- amazoni kúszósül vagy kapaszkodófarkú kúszósül (Coendou prehensilis) Linnaeus, 1758 – típusfaj
- Rothschild-kúszósül (Coendou rothschildi) Thomas, 1902
- Coendou sanctamartae (Allen, 1904) - korábban a Coendou prehensilis alfajának tekintették
- Coendou speratus[4]
- Coendou quichua (Thomas, 1899) - korábban a Coendou bicolor alfajának tekintették